# Euthiconus
Euthiconus – rodzaj chrząszczy z rodziny kusakowatych i podrodziny balinków. Obejmuje pięć opisanych gatunków. Zamieszkują palearktyczną Eurazję i nearktyczną Amerykę Północną.

## Morfologia
Drobne chrząszcze o ciele silnie wydłużonym i, co unikalne na tle plemienia, mocno wysklepionym. Aparat gębowy ma głaszczki szczękowe o wydłużonym członie trzecim oraz guziczkowatym członie czwartym. Na każdej pokrywie znajdują się dwa wyraźne, pozbawione szczecinek dołki przypodstawowe. Panewki bioder przednich odnóży są pozamykane. Wyrostek międzybiodrowy śródpiersia wąsko rozdziela panewki środkowej pary bioder. Jest on zaopatrzony w pośrodkowe żeberko, które w części przedniej jest dobrzusznie rozrośnięte, tworząc rodzaj kila. Genitalia samca cechują się nadzwyczaj szerokimi paramerami, wskutek ścisłego przylegania do płata środkowego trudno dostrzegalnymi. Pole błoniaste edeagusa umieszczone jest nasadowo i pośrodku zaopatrzone w soczewkowatą sklerotyzację połączoną z podłużną apofizą wewnętrzną.

## Rozprzestrzenienie
Rodzaj holarktyczny. W krainie palearktycznej reprezentowany jest przez trzy gatunki, z których dwa występują na jej Dalekim Wschodzie, a jeden, E. conicicollis, w części zachodniej, w tym w Polsce. Z nearktycznej Ameryki Północnej podawane są dwa gatunki.

## Taksonomia i ewolucja
Takson ten wprowadził jako pierwszy Félicien Saulcy w 1878 roku pod nazwą Conoderus. Gatunkiem typowym autor ów wyznaczył Scydmaenus conicicollis. Nazwa Conoderus okazała się jednak młodszym homonimem i w związku z tym Edmund Reitter w 1882 roku wprowadził nową nazwę Euthiconus. W 1998 roku rodzaje Ascydmus i Euthiodes zsynonimizowane zostały z omawianym taksonem przez Seana T. O’Keefe’a.
Do rodzaju tego zalicza się pięć opisanych gatunków:
- Euthiconus conicicollis (Fairmaire et Laboulbène, 1854)
- Euthiconus latus (Brendel, 1893)
- Euthiconus lustrificus Kurbatov, 1990
- Euthiconus nopporoensis Jałoszyński, 2019
- Euthiconus tener (Casey, 1897)

Według wyników analizy filogenetycznej Pawła Jałoszyńskiego z 2013 roku takson ten zajmuje pozycję siostrzaną względem rodzaju Paraneseuthia.